# Lo Pla (la Pobla de Segur)
Lo Pla és una plana agrícola del terme municipal de la Pobla de Segur, al Pallars Jussà.
Es troba al nord-oest de la vila de la Pobla de Segur, a la llera del Flamisell, on s'estén al llarg de la riba esquerra. És just a ponent i a sota del Pui de Segur, a ponent i als peus de la carretera L-522.
La construcció més important de lo Pla és la Borda de Xalamanc, però l'indret és ple de petites construccions de servei dels horts que s'amunteguen en el lloc.